# Robert Palmer
Robert Allen Palmer (Batley, 19. siječnja 1949. – Pariz, 26. rujna 2003.) bio je britanski pjevač, tekstopisac i glazbeni producent.

## Životopis
Glazbenu karijeru započeo je krajem 1960-ih kao član jazz-rock sastava Dada. Nakon tri slabo zapažena albuma, Palmer je 1974. snimio prvi samostalni album ritam i blues, rock i soul zvuka, Sneakin' Sally Through The Alley. Drugi studijski album, ovoga puta pod utjecajem reggaea, Pressure Drop objavio je 1976., ali je kao i naslovni prošao poprilično nezapaženo. Double Fun je njegov treći album snimljen 1978. na kojem je zabilježen prvi američki hit "Every Kinda People". Četvrti album je donio novu promjenu stila, ovoga puta rock. Bio je to Secrets, snimljen 1979. s poznatim singlom "Bad Case Of Loving You (Doctor, Doctor)". Slijedio je album novovalnog izričaja Clues iz 1980. te Pride 1983.
Album Riptide objavljen 1985. donio je mu status zvijezde. Uspjehu albuma najviše je doprinio singl "Addicted To Love" te atraktivni video spot sniman za MTV, što je singlu donijelo status velikog hita polovice 1980-ih. Sličan uspjeh polučio je i album iz 1988. Heavy Nova popraćen singlom "Simply Irresistible". "I'll Be Your Baby Tonight" bio je uspješan singl koji je snimio sa sastavom UB40 a objavljen na sljedećem albumu Don't Explain 1990. Slijedili su komercijalno manje uspješni albumi Ridin' High (1992.), Honey (1994.) te Rhythm And Blues (1999.).  Zadnji studijski album koji je snimio bio je Drive 2003. tijekom čije je promocije u Parizu preminuo od srčanog udara.
Dobitnik je dviju nagrada Grammy, i to za skladbe "Addicted to Love" (1987.) i "Simply Irresistible" (1989.)

## Studijski albumi
- Sneakin' Sally Through the Alley (1974.)
- Pressure Drop (1975.)
- Some People Can Do What They Like (1976.)
- Double Fun (1978.)
- Secrets (1979.)
- Clues (1980.)
- Pride (1983.)
- Riptide (1985.)
- Heavy Nova (1988.)
- Don't Explain (1990.)
- Ridin' High (1992.)
- Honey (1994.)
- Rhythm & Blues (1999.)
- Drive (2003.)